# Чемпіонат світу з фехтування 2013
Чемпіонат світу з фехтування 2013 року пройшов у Будапешті, Угорщина, з 5 по 12 серпня під егідою Міжнародної федерації фехтування. На турнірі розігрується 12 комплектів нагород: в індивідуальному та командному першостях із фехтування на шпагах, рапірах та шаблях серед чоловіків та жінок.
Будапешт вже приймав чемпіонати світу з фехтування 1926, 1933, 1959, 1975, 1991 та 2000 роках.

## Розклад
| Дисципліна           | Дисципліна           | 5        | 6        | 7        | 8              | 9        | 10       | 11             | 12       | Усього |
| -------------------- | -------------------- | -------- | -------- | -------- | -------------- | -------- | -------- | -------------- | -------- | ------ |
| Церемонії            | Церемонії            | ●        |          |          |                |          |          |                | ●        |        |
| Індивідуальна шпага  | Індивідуальна шпага  | Жінки    | Чоловіки |          | Жінки Чоловіки |          |          |                |          | 2      |
| Командна шпага       | Командна шпага       |          |          |          |                |          |          | Жінки Чоловіки |          | 2      |
| Індивідуальна рапіра | Індивідуальна рапіра | Жінки    | Чоловіки | Жінки    |                | Чоловіки |          |                |          | 2      |
| Командна рапіра      | Командна рапіра      |          |          |          |                |          | Жінки    |                | Чоловіки | 2      |
| Індивідуальна шабля  | Індивідуальна шабля  | Чоловіки | Жінки    | Чоловіки |                | Жінки    |          |                |          | 2      |
| Командна шабля       | Командна шабля       |          |          |          |                |          | Чоловіки |                | Жінки    | 2      |
| Комплекти медалей    | Комплекти медалей    | 0        | 0        | 2        | 2              | 2        | 2        | 2              | 2        | 12     |

| Легенда |                     |
|         | Церемонія відкриття |
|         | Церемонія закриття  |
|         | Фінали              |
|         | Попередні           |

## Медалі

### Загальний залік
Виділена країна-господар
| Місце  | Країна         | Золото | Срібло | Бронза | Загалом |
| ------ | -------------- | ------ | ------ | ------ | ------- |
| 1      | Росія          | 3      | 5      | 3      | 11      |
| 2      | Італія         | 3      | 0      | 3      | 6       |
| 3      | Україна        | 2      | 1      | 1      | 4       |
| 4      | Естонія        | 2      | 0      | 0      | 2       |
| 5      | США            | 1      | 1      | 1      | 3       |
| 6      | Угорщина       | 1      | 0      | 2      | 3       |
| 7      | Франція        | 0      | 1      | 2      | 3       |
| 7      | Румунія        | 0      | 1      | 2      | 3       |
| 9      | Німеччина      | 0      | 1      | 1      | 2       |
| 10     | КНР            | 0      | 1      | 0      | 1       |
| 10     | Венесуела      | 0      | 1      | 0      | 1       |
| 12     | Південна Корея | 0      | 0      | 2      | 2       |
| 13     | Швейцарія      | 0      | 0      | 1      | 1       |
| Всього | Всього         | 12     | 12     | 18     | 42      |

### Чоловіки
| Дисципліна           | Золото                                                                      | Срібло                                                                   | Бронза                                                              |
| -------------------- | --------------------------------------------------------------------------- | ------------------------------------------------------------------------ | ------------------------------------------------------------------- |
| Індивідуальна шпага  | Микола Новосьолов (EST)                                                     | Рубен Лімардо (VEN)                                                      | Фабіан Каутер (SUI) Павло Сухов (RUS)                               |
| Командна шпага       | Угорщина Геза Імре Габор Боцко Андраш Редлі Петер Сіньї                     | Україна Анатолій Герей Дмитро Карюченко Віталій Медведєв Богдан Нікішин  | Франція Александре Блазик Даніель Жеран Ульріх Робейрі Іван Тревехо |
| Індивідуальна рапіра | Майлз Чемлі-Вотсон (USA)                                                    | Артур Ахматхузін (RUS)                                                   | Ростислав Герцик (UKR) Валеріо Аспромонте (ITA)                     |
| Командна рапіра      | Італія Валеріо Аспромонте Джорджо Авола Андреа Бальдіні Андреа Кассара      | США Майлз Чемлі-Вотсон Рейс Імбоден Александер Массіалас Герек Мейнгардт | Франція Жеремі Кадо Ерван Ле Пешу Енцо Лефор Марсель Марсію         |
| Індивідуальна шабля  | Веніамін Решетніков (RUS)                                                   | Микола Ковальов (RUS)                                                    | Тіберіу Дольнічану (ROU) Арон Сіладьї (HUN)                         |
| Командна шабля       | Росія Каміль Ібрагімов Микола Ковальов Веніамін Решетніков Олексій Якименко | Румунія Алін Бадя Тіберіу Дольнічану Чипріан Гелецану Юліан Теодосіу     | Південна Корея Ку Бон Гіль Кім Джон Хван О Ин Сок Вон Джун Хо       |

### Жінки
| Дисципліна           | Золото                                                                   | Срібло                                                             | Бронза                                                                   |
| -------------------- | ------------------------------------------------------------------------ | ------------------------------------------------------------------ | ------------------------------------------------------------------------ |
| Індивідуальна шпага  | Юлія Беляєва (EST)                                                       | Ганна Сівкова (RUS)                                                | Емеше Сас (HUN) Брітта Гайдеманн (GER)                                   |
| Командна шпага       | Росія Тетяна Андрюшина Віолетта Колобова Ганна Сівкова Яна Звєрєва       | КНР Хоу Інмін Ло Сяоцзюань Сунь Івень Сюй Аньці                    | Румунія Ана Бринзе Сімона Поп Ралука Збарця Марія Удря                   |
| Індивідуальна рапіра | Аріанна Ерріго (ITA)                                                     | Каролін Голубітскі (GER)                                           | Еліза ді Франциска (ITA) Інна Дериглазова (RUS)                          |
| Командна рапіра      | Італія Еліза ді Франциска Кароліна Ерба Аріанна Ерріго Валентіна Веццалі | Франція Аніта Блаз Астрід Г'яр Корінн Метржан Ізаора Тібус         | Росія Юлія Бірюкова Інна Дериглазова Лариса Коробейникова Діана Яковлєва |
| Індивідуальна шабля  | Ольга Харлан (UKR)                                                       | Катерина Дяченко (RUS)                                             | Кім Джі Йон (KOR) Ірене Веккі (ITA)                                      |
| Командна шабля       | Україна Ольга Харлан Аліна Комащук Галина Пундик Олена Вороніна          | Росія Катерина Дяченко Яна Єгорян Діна Галіакбарова Юлія Гаврилова | США Ібтіхадж Мухаммад Анна-Елізабет Стоун Дагмара Возняк Маріель Загуніс |

## Країни-учасниці
Участь у змаганнях взяли 827 фехтувальників зі 101 країни.
| - Алжир (1) - Аргентина (13) - Австралія (18) - Австрія (4) - Азербайджан (5) - Барбадос (1) - Білорусь (13) - Бельгія (4) - Бенін (1) - Бермудські Острови (2) - Бразилія (23) - Бруней (1) - Болгарія (8) - Камерун (1) - Канада (24) - Чилі (6) - КНР (21) - Китайський Тайбей (7) - Колумбія (11) - Коста-Рика (1) - Хорватія (7) - Куба (1) - Чехія (15) - Данія (10) - ДР Конго (4) - Еквадор (2) | - Єгипет (10) - Сальвадор (3) - Естонія (8) - Фінляндія (9) - Франція (26) - Грузія (10) - Німеччина (25) - Велика Британія (11) - Греція (14) - Гватемала (1) - Гондурас (1) - Гонконг (24) - Угорщина (Господар) (25) - Ісландія (1) - Індія (1) - Індонезія (1) - Іран (9) - Ізраїль (16) - Італія (25) - Японія (25) - Казахстан (17) - Кувейт (7) - Киргизстан (4) - Латвія (4) - Ліван (2) | - Лівія (1) - Литва (3) - Люксембург (1) - Малайзія (1) - Мальта (1) - Маврикій (1) - Мексика (19) - Молдова (2) - Монако (1) - Монголія (8) - Марокко (3) - Намібія (1) - Нідерланди (2) - Нова Зеландія (1) - Нігерія (1) - Норвегія (5) - Пакистан (1) - Панама (5) - Парагвай (1) - Перу (2) - Філіппіни (1) - Польща (24) - Португалія (7) - Пуерто-Рико (1) - Румунія (15) | - Росія (24) - Сенегал (2) - Сербія (8) - Сінгапур (20) - Словаччина (4) - Словенія (9) - ПАР (3) - Південна Корея (24) - Іспанія (14) - Шрі-Ланка (1) - Швеція (5) - Швейцарія (8) - Таджикистан (2) - Таїланд (4) - Того (1) - Туніс (4) - Туреччина (13) - Туркменістан (5) - Американські Віргінські Острови (1) - Україна (26) - США (24) - Уругвай (2) - Узбекистан (8) - Венесуела (23) - В'єтнам (1) |